# Geruite rondmondhoren
De geruite rondmondhoren (Pomatias elegans) of rondmondslak is een landkieuwslak uit de familie Pomatiidae.

## Naam
De soortnaam werd in 1774 gepubliceerd door Otto Frederik Müller (1730-1784) als Nerita elegans. Door andere inzichten in de taxonomie is de soort later in het geslacht Pomatias geplaatst. Als gevolg van deze naamswijziging worden auteursnaam en datum nu tussen haakjes gezet.

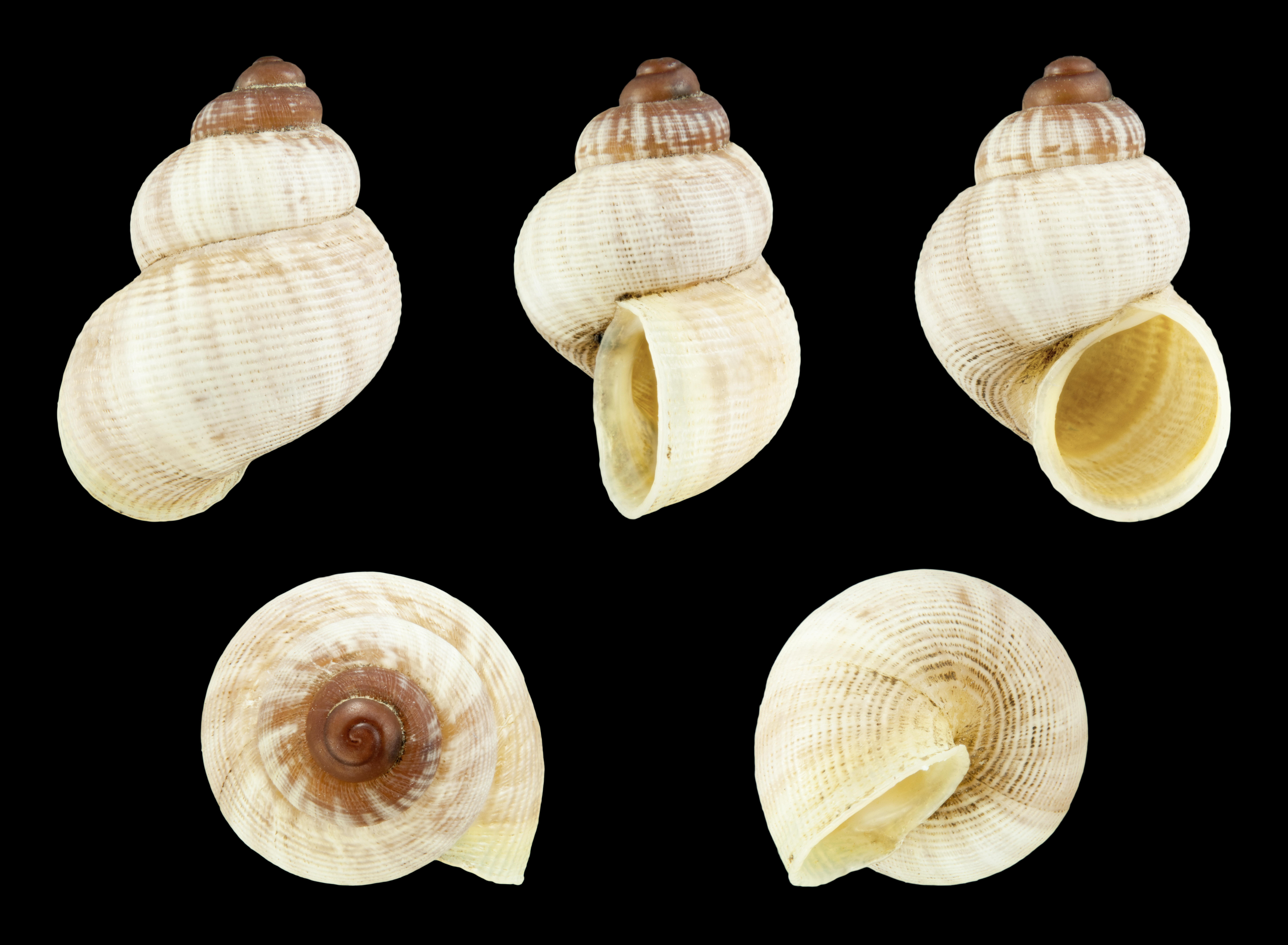
Verschillende perspectieven van de schelp.

## Beschrijving
Het geribbelde huisje van de volwassen slak heeft 4 tot 5 windingen. De slak heeft een gewicht van gemiddeld 450 tot 500 milligram. De grondkleur is roodbruin, met witte 'vlammen'. De slak kan vier tot vijf jaar oud worden.
Afmetingen van de schelp
- breedte: tot 12 mm.
- hoogte: tot 18 mm.

### Habitat
De dieren leven in kalkrijke gebieden met losse grond.

### Levenswijze
De slak leeft van dood, liefst verdroogd, blad en verterend hout. Dagelijks wordt zo'n 2 milligram gegeten.

### Voortplanting
Eitjes worden in de herfst gelegd, niet in groepjes maar los. De jongen komen na ongeveer drie maanden uit. Het huisje van het jong heeft twee windingen en een hoogte van ongeveer 2 millimeter.

### Huidige verspreiding
De slak is bekend uit grote delen van Europa en Noord-Afrika. In Nederland is de soort alleen bekend uit Zuid-Limburg. In België komt de geruite rondmondhoren vrij algemeen op plaatsen met de geschikte bodem voor.

### Fossiel voorkomen
Deze soort is bekend uit interglacialen en interstadialen uit het hele Pleistoceen en het Holoceen. In Nederland (Zuid-Limburg) en België van enkele plaatsen bekend uit Holocene afzettingen.